# Juliet Jacques
Julieta Jacques (Redhill, Anglaterra, 3 d'octubre de 1981) és una periodista, crítica i contista anglesa, coneguda pel seu treball sobre l'experiència transgènere,al qual va incloure la seva transició com a dona transsexual. Jacques va ser nomenada al Premi Orwell 2011 per la seva sèrie sobre el canvi de sexe. El 2012 i el 2013 va ser seleccionada com una de les periodistes més influents de la Pink List de The Independent on Sunday.
Jacques va créixer a Horley, al sud-est d'Anglaterra, i va anar a la Reigate Grammar School durant dos anys abans que els seus pares la traslladessin a un IES públic local. També va estudiar al College of Richard Collyer de Horsham, i va cursar història per la Universitat de Manchester i literatura i cinema per la Universitat de Sussex.
El 2007 va publicar un llibre sobre l'escriptor avantguardista anglès Rayner Heppenstall per a Dalkey Archive Press, i el seu llibre de memòries, titulat Trans, va ser publicat per Verso Books el 2015. Ha escrit regularment columnes sobre la identitat de gènere per a The Guardian, i sobre literatura, cinema, art i futbol, al New Statesman. També escriu habitualment sobre cinema a Filmwaves, Vertigo i Cineaste. El 2010 va començaruna crònica àmpliament elogiada sobre el seu canvi de sexe. El 2014 va escriure secció del llibre Women in Clothes, de Sheila Heti.